# Озеро Семиверстне
О́зеро Семиве́рстне — орнітологічний заказник місцевого значення в Україні. Розташований у південно-східній частині Лебединського району Сумської області, на схід від села Чернецьке. 

## Опис
Площа 74,2 га. Стутус присвоєно згідно з рішенням облради від 26.05.2004 року. Перебуває у віданні: Будильська сільська рада, Калюжненська сільська рада. 
Територія заказника являє собою велике заболочене зниження, що лежить біля підніжжя лівого корінного берега долини річки Псел. Місце поселення гуски сірої та інших рідкісних видів.

## Галерея

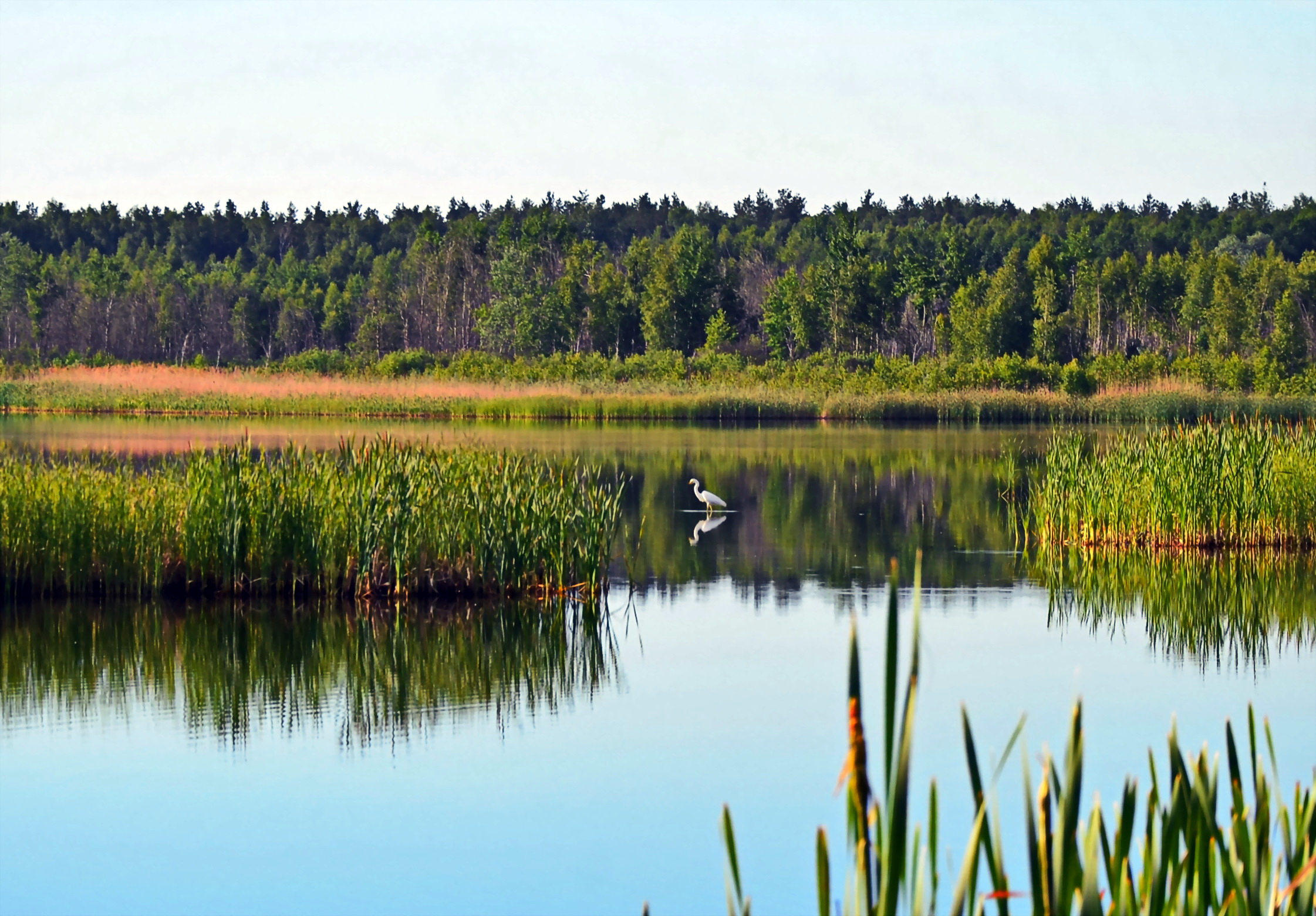
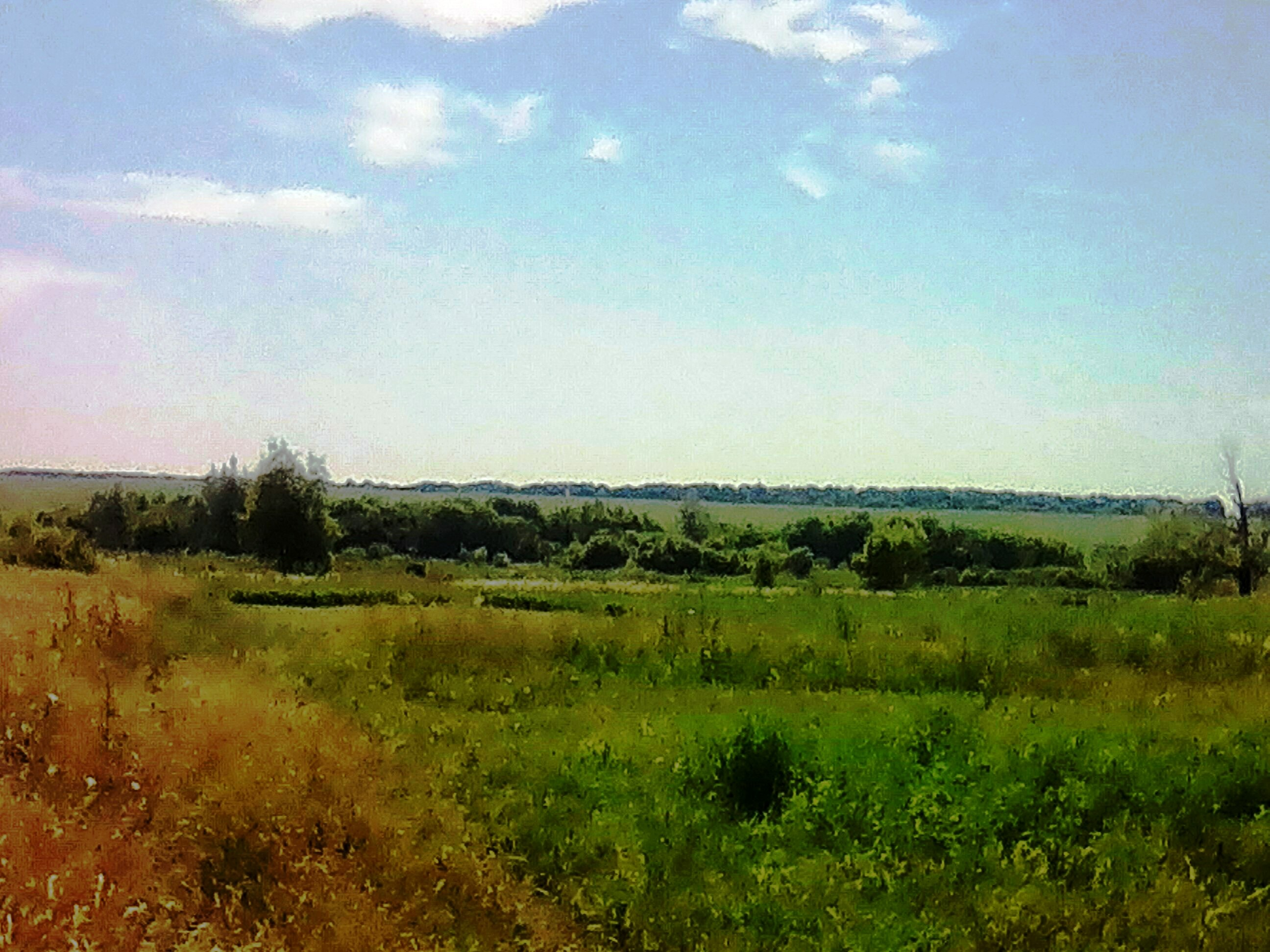
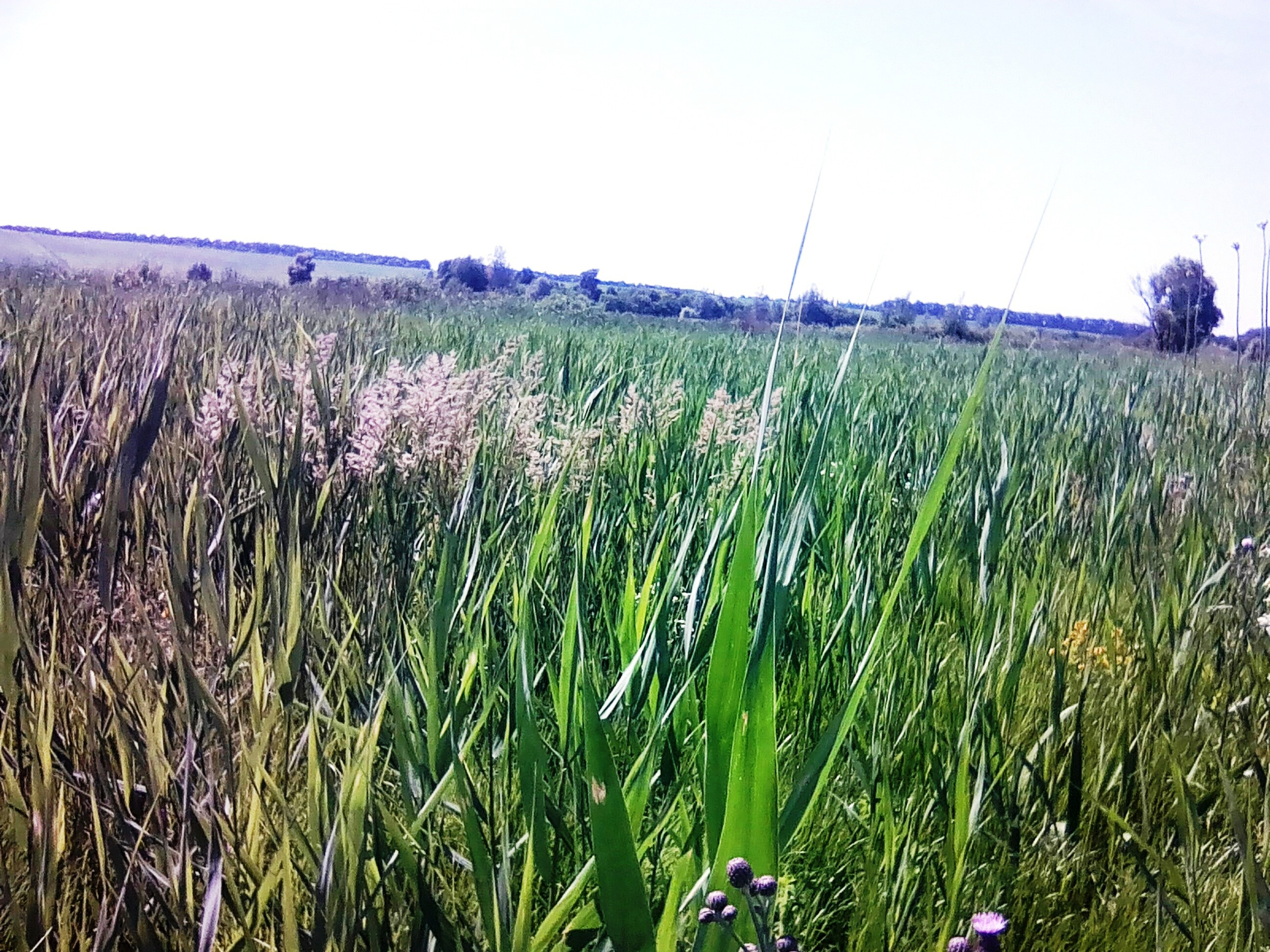